# Pequena Nuvem de Magalhães
A Pequena Nuvem de Magalhães (NGC 292), é uma galáxia anã próxima a Via Láctea. Classificada como galáxia irregular anã, a PNM tem aproximadamente 7000 anos luz (diâmetro), contém algumas centenas de milhões de estrelas, e a massa de aproximadamente 7 bilhões de massa solares. A NGC 292 possui uma estrutura central com formato de “barra” e é especulado que um dia foi uma galáxia espiral barrada que foi desfeita pela Via Láctea e se tornou irregular. A uma distância de aproximadamente 200 000 anos luz, a NGC 292 está entre os vizinhos intergalácticos mais próximos da Via Láctea e é um dos objetos mais distantes que podem ser visíveis a olho nu.
A Pequena Nuvem de Magalhães é visível por todo o hemisfério sul, mas pode ser totalmente vista desde os 15 º do hemisfério norte para baixo. A galáxia é localizada entre as constelações do Tucano e parte da Hydrus , aparecendo como uma nuvem nebulosa e fraca, parecendo um pedaço deslocado da Via Láctea. Aparentemente a PNM tem aproximadamente um diâmetro de 4.2 º (8 vezes o tamanho da Lua) e cobre uma área de 14 º quadrados (18 vezes a da Lua). Sendo que o brilho superficial é muito baixo, esse objeto do Céu Profundo é visto melhor nas noites de Lua Nova e longe de poluição visual. A Pequena Nuvem de Magalhães forma um par com a Grande Nuvem de Magalhães (GNM), que fica cerca de 20 º leste e, como a PNM, faz parte do Grupo Local e provavelmente é um satélite da Via Láctea.

## Histórico de Observação

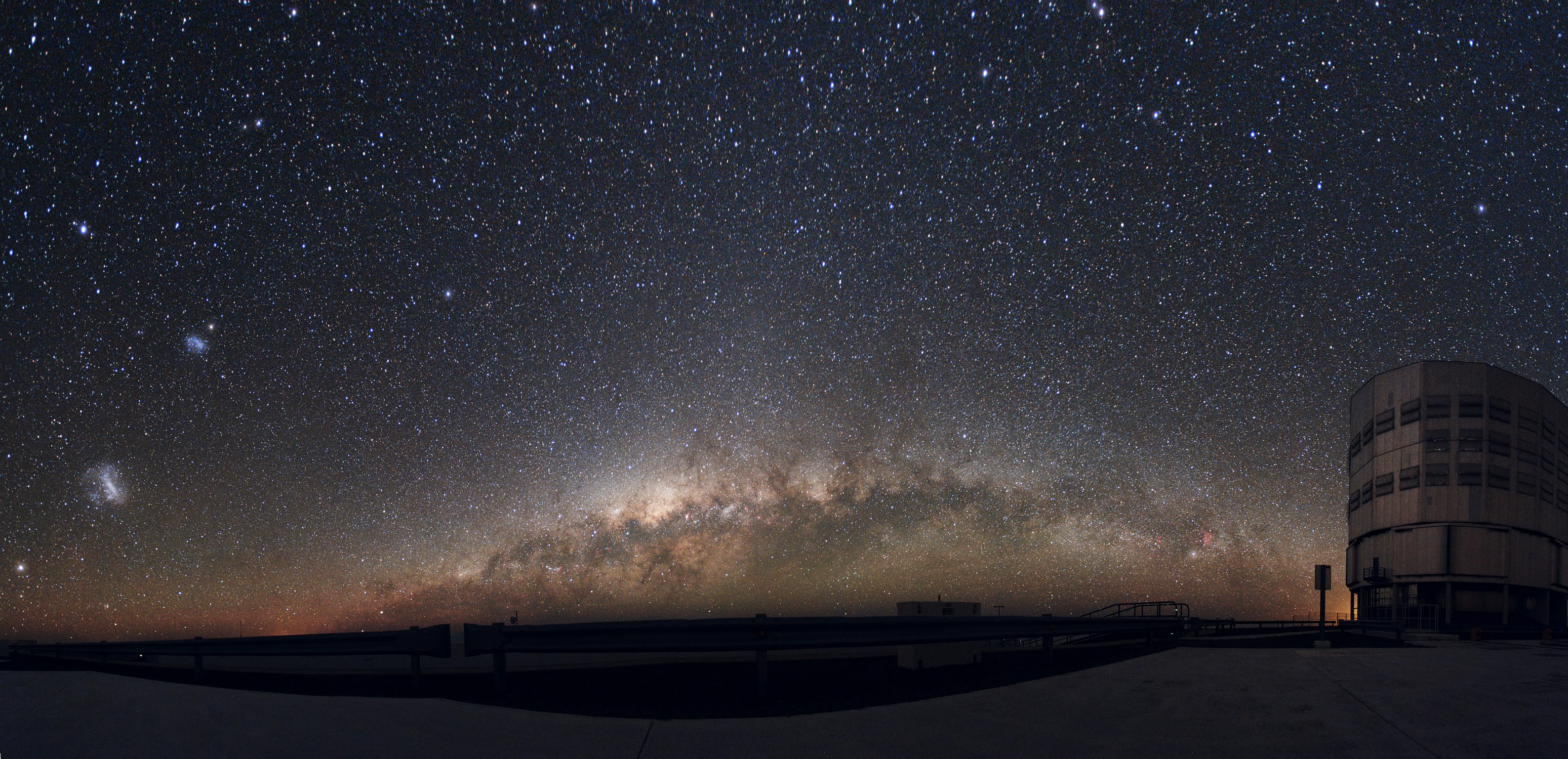
Imagem panorâmica da Pequena e Grande Nuvem de Magalhães vista do observatório ESO's VLT. As galáxias estão do lado esquerdo da imagem

No hemisfério sul, as nuvens de Magalhães foram incluídas no folclore dos habitantes nativos há muito tempo, incluindo viventes das ilhas do Oceano Pacífico e Aborígenes australianos. O astrônomo persa Abd Al-Rahman AL Sufi nomeou a maior das nuvens de Al Bakr, O Boi Branco. Navegadores europeus podem ter sido os primeiros a perceberem as nuvens na Idade Média, quando elas foram usadas para navegação. Navegadores portugueses e holandeses chamavam elas de nuvens do cabo, um nome que foi usado por vários séculos. Durante a circum-navegação da Terra feita por Fernão de Magalhães em 1519, elas foram descritas por Antonio Pigafetta como um aglomerado obscuro de estrelas. No atlas celestial Uranometria, de Johann Bayer, publicado em 1603, ele nomeou a nuvem menor de Nubécula Menor. Em Latim, Nubécula quer dizer pequena nuvem.
Entre 1834 e 1838, John Frederick William Herschel fez observações dos céus do hemisfério sul, com o telescópio refletor com abertura de 36 cm, pertencente ao Observatório Real do Cabo da Boa Esperança. Enquanto observava a nubécula menor, ele a descreveu como uma massa nebulosa, de formato oval e com um centro luminoso. Dentro dessa nuvem ele catalogou uma concentração de 37 nebulosas e aglomerados.
Em 1891, o Harvard College Observatory abriu uma estação de observação na região de Arequipa no Peru. Entre 1893 e 1906, sob a direção de Solon Irving Bailey, o telescópio de 610 mm foi usado para captar fotograficamente ambas as nuvens de Magalhães. Henrietta Swan Leavitt, uma astrônoma do Harvard College Observatory, usou placas do telescópio de Arequipa para estudar a variação na luminosidade relativa de estrelas na PNM. Em 1908, os resultados dos seus estudos foram publicados, e mostrou um tipo de Estrela Variável chamado “aglomerado variável”, depois chamado de Cefeida. Depois as Delta Cephei mostraram uma relação definitiva entre o período de variação e a luminosidade de uma estrela. Essa importante relação de período-luminosidade permitiu estimar a distância entre qualquer Cefeida variável e a PNM. Consequentemente, uma vez que a distância entre PNM é sabida com precisão, Cefeidas Variáveis podem ser usadas como uma Escala de Distâncias Cósmicas, para medir distancias de outras galáxias.
Usando essa relação de período-luminosidade, em 1913 a distância da a PNM foi estimada pela primeira vez por Ejnar Hertzsprung. Primeiro ele mediu 13 Cefeídas Variáveis próximas, para encontrar a magnitude absoluta de uma variável com o período de um dia. Comparando isso com a periodicidade das variáveis medidas por Leavitt, ele foi capaz de estimar a distancia de 10 000 parsecs (30 000 anos luz) entre o Sol e a PNM. Depois isso foi provado ser uma subestimação grosseira da distância real, mas mostrou o potencial de uso dessa técnica.
Anunciado em 2006, medidas com o Telescópio espacial Hubble sugerem que a PNM e a GNM podem estar se movendo muito rápido para estarem orbitando a Via Láctea.

## Relacionados

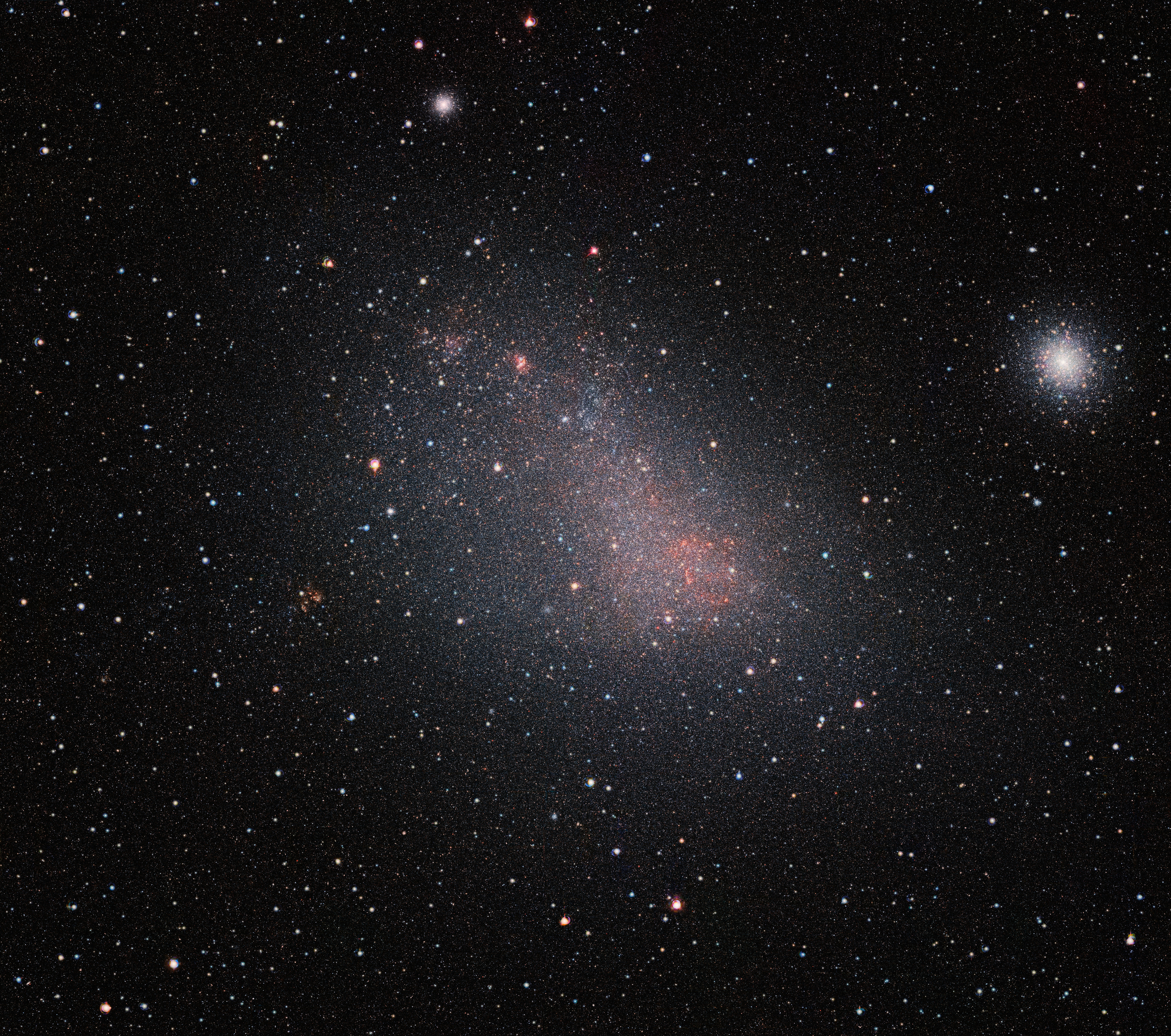
Imagens do telescópio VISTA da PNM

Existe a “ponte de Magalhães”, conectando a PNM com a GNM, que é evidência da força de maré entre as galáxias. As Nuvens de Magalhães tem uma camada de hidrogênio em comum, o que sugere que elas estejam sendo gravitacionalmente atraídas há bastante tempo. Essa ponte de gás é um berçário de estrelas.

## Mini Nuvem de Magalhães (MNM)
Foi proposto pelos astrofísicos D. S. Mathewson, V. L. Ford e N. Visvanathan que a PNM pode se partir em duas, com um pedaço menor da galáxia por trás da maior parte da PNM (vendo da nossa perspectiva), e separadas por cerca de 30 000 anos luz. Eles supõem que o motivo disso é a interação ocorrida entre a GNM e a PNM, e as duas partes continuariam se distanciando. Eles deram a esse pedaço o nome de Mini Nuvem de Magalhães.